# Kiva

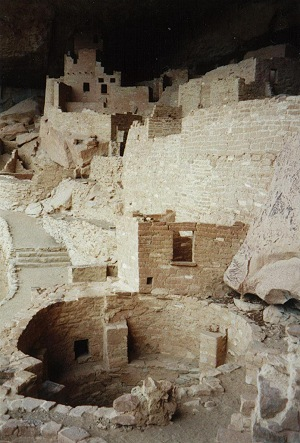
Cliff Palace/Mesa-Verde-Nationalpark, im Vordergrund eine Kiva

Eine Kiva ist ein Zeremonien- und Versammlungsraum der Pueblo-Kulturen. Das Wort selbst stammt aus der Sprache der Hopi. Zu einem Pueblo gehören meist mehrere Kivas, eine große für alle Bewohner sowie mehrere kleinere für die einzelnen Clans.
Die kreisrunden Kivas sind halb oder ganz unterirdisch angelegt. Baumstämme bildeten das Dach. Diese wurden dann mit Lehm verputzt, so dass bei den unterirdischen Anlagen wieder eine ebene begehbare Fläche entstand. Als Zugang nutzte man eine Leiter, die durch ein Loch im Dach gelegt wurde. Bei halbunterirdischen Kivas führte eine Leiter von einem kleinen Vorraum aus hinunter.

## Einrichtung
Jede Kiva ist mit einer Feuerstelle sowie einem Luftschacht ausgestattet. An der Innenwand befinden sich rundum steinerne Sitzbänke. Diese in der Regel aus sechs Einheiten bestehende Gruppierung repräsentiert die möglichen Bewegungsrichtungen (neben den Himmelsrichtungen oben und unten). Ein kleines Loch im Boden, der Sipapu, symbolisiert den Eingang zur Unterwelt beziehungsweise auch den Weg, durch den die Menschen in diese Welt kamen. In mindestens zwei Kivas (Yellow Jacket Canyon und Sand Canyon in Colorado) ist dem Sipapu eine eigentümliche Figur zugeordnet. Während des Baus der Kiva wurden auf dem Grund zunächst großformatige Bilder der Fruchtbarkeitsgottheit Kokopelli gemalt, bevor diese durch den eigentlichen Boden der Kiva über- und verdeckt wurden.
Einige Kivas sind durch Tunnel mit in der Nähe befindlichen mehrstöckigen Türmen verbunden. Die Funktion der Türme sowie ihrer Verbindung zu den Kivas ist unklar.
Eine original rekonstruierte Kiva ist im Aztec Ruins National Monument bei Aztec in New Mexico zu besichtigen. Es finden sich außerdem zahlreiche Exemplare im Mesa-Verde-Nationalpark, Colorado, die abgesehen von der ursprünglich vorhandenen Überdachung gut erhalten sind.

## Nutzung
Die Nutzung der Räume in prähistorischer Zeit lässt sich nur in groben Zügen aus den archäologischen Funden ableiten. Sie weisen darauf hin, dass dort neben Ritualen immer auch soziale und praktische Tätigkeiten stattfanden.
In der Zeit zwischen 1100 und 1300 kam es zu einer Verschiebung der Nutzungen in den Kivas. Während vorher Mahlsteine ein typisches Fundobjekt in Kivas waren, verschwanden diese dann aus dem religiös konnotierten Raum und wurden seitdem in Wohnräumen gefunden. Andererseits werden seit etwa 1150 in Kivas Pfostenlöcher gefunden, die von aufrecht stehenden Webstühlen stammen. Diese passen zu seit etwa diesem Zeitraum auftretenden Abbildungen von Menschen in gewebten Röcken.
Aus diesen Befunden wird geschlossen, dass mit der Ausbildung des Südwestlichen Kults die Kivas geschlechtsspezifisch genutzt wurden. Nur noch Männer waren zu den Kultorten zugelassen. Die Frauen mit der ihnen zugewiesenen Tätigkeit der Nahrungsbereitung hatten keinen Zutritt mehr. Andererseits übernehmen Männer in der winterlichen Jahreszeit, wenn der Ackerbau ruht, die Herstellung der Webtextilien am aufrechten Webstuhl. Vorher waren nur das Weben von Bändern an ohne Rahmen von Pfosten befestigten Kettschnüren bekannt gewesen, mit der neuen Technologie wurde die Aufgabe den Männern übertragen. Aus der Herstellung von Textilien sowohl für den alltäglichen Gebrauch als auch speziellen rituellen Objekten wurde ein wesentlicher Ursprung von sozialem Status in der Gemeinschaft.
Als die Spanier den Südwesten unterwarfen, verlangten sie neben anderen Formen der Zwangsarbeit auch große Mengen an Textilien von den Indigenen. Dieser Bedarf überstieg die Möglichkeiten der traditionellen Weberei, andererseits führten die Spanier das Schaf und damit Wolle neben der vorher genutzten Baumwolle ein. Daher wurde in allen Pueblo-Kulturen das Weben zur allgemeinen Arbeit, die auch Frauen und Kinder einschloss. Die Ausbeutung der Indianer führte 1680 zum Pueblo-Aufstand, bei dem die Spanier zeitweilig gewaltsam aus dem Südwesten ins heutige Mexiko vertrieben wurden.
Die Hopi kehrten daraufhin zur geschlechtsspezifischen Arbeitsteilung zurück. Bei den östlichen Pueblo-Kulturen am Rio Grande wurde die Weberei hingegen zur weiblichen Tätigkeit. Diese Verteilung blieb auch erhalten, als die Spanier wieder kamen. Erst seit dem 20. Jahrhundert übernahmen bei den Hopi Frauen an Webstühlen westlicher Technik die Herstellung von Textilien.